# جيسون ليزاك

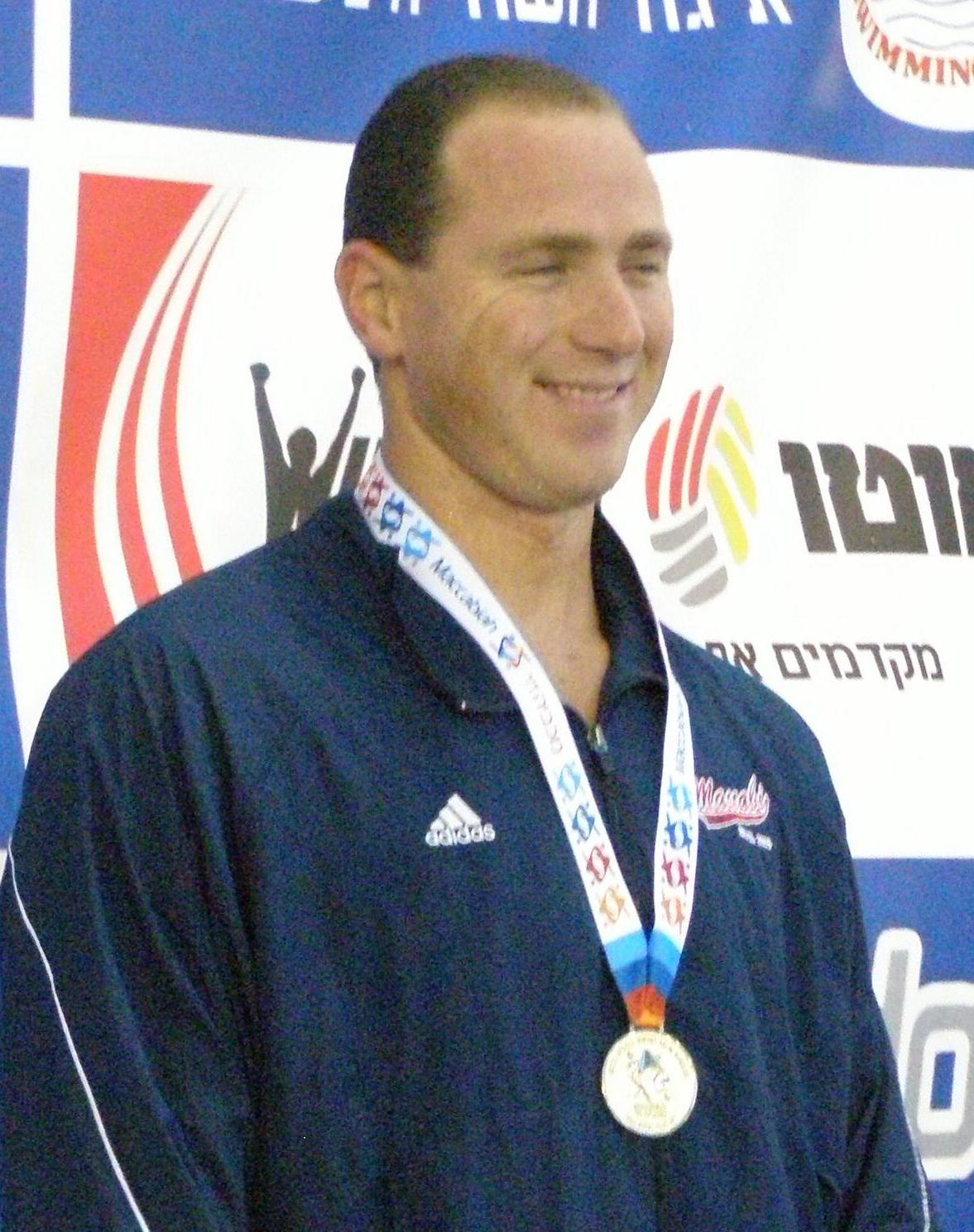
جيسون ليزاك.

جيسون ليزاك (Jason Lezak) هو لاعب أولمبي لرياضة السباحة من الولايات المتحدة. شارك في الأولمبياد الصيفي في 2000–2012، وفاز بما مجموعه 8 ميداليات.

## الميداليات
| ذهب | فضة | برونز | المجموع |
| 4   | 2   | 2     | 8       |

## روابط خارجية
- جيسون ليزاك على موقع الاتحاد الدولي للسباحة (الإنجليزية)
- جيسون ليزاك على موقع SwimRankings.net (الإنجليزية)
- جيسون ليزاك على موقع قاعة مشاهير السباحة العالمية (الإنجليزية)
- جيسون ليزاك على موقع اللجنة الأولمبية الدولية (الإنجليزية)
- جيسون ليزاك على موقع أوليمبيديا (الإنجليزية)
- جيسون ليزاك على موقع اللجنة الأولمبية والبارالمبية الأمريكية (الإنجليزية)